# Andrew Renzi
Pour les articles homonymes, voir Renzi.
Andrew Renzi, né le 25 octobre 1984 à Washington (États-Unis), est un scénariste, réalisateur et producteur américain.

## Biographie

### Formation
- Université Brown

## Filmographie partielle

### Comme scénariste
- 2007 : Bloom
- 2011 : The Fort
- 2013 : Karaoke!
- 2015 : Intrusion (The Benefactor)
- 2015 : Janis

### Comme réalisateur
- 2007 : Bloom
- 2011 : The Fort
- 2013 : Karaoke!
- 2014 : Fishtail
- 2015 : Intrusion (The Benefactor)

## Récompenses et distinctions
- 2013 : Ashland Independent Film Festival : Mention spéciale (courts métrages) pour Karaoke!
- 2015 : Catalina Film Festival : Meilleur film pour Intrusion